# Mons Maraldi
Mons Maraldi – góra w północno-wschodniej części widocznej strony Księżyca. Jej średnica to 15 km, wznosi się na wysokość 1,3 km. Nazwa pochodzi od pobliskiego krateru Maraldi, który upamiętnia francusko-włoskich astronomów Giovanniego Domenica Maraldiego i Jacques'a Philippe'a Maraldiego.
Mons Maraldi leży na zachodnim skraju małego morza księżycowego Sinus Amoris. Około 100 km na zachód od niej leży Mons Vitruvius i miejsce lądowania Apollo 17, a około 50 km na północ krater Franck.